# Thomas Cranz
Thomas Cranz (auch Thomas Kranz; * 1785 oder 1786 in Neisse, Schlesien; † 24. Juni 1853 in Köln) war ein deutscher Zeichner der Romantik.

## Leben und Wirken
Über die Lebensstationen von Cranz ist äußerst wenig bekannt. Im Jahr 1825 entstanden seine Stadtansichten von Aachen. In Zusammenarbeit mit Adolph Wegelin, der die Cranz-Zeichnungen aquarellierte, schuf er 1840 Zeichnungen von Köln, Stadtansichten und einzelne Sehenswürdigkeiten. Nach seinen Zeichnungen erstellten unter anderem Anton Wünsch, G. Böhm, Ph. Koppel ihre Lithografien.

## Aachener Stadtansichten
Die 19 Zeichnungen von Cranz mit Stadtansichten von Aachen und Burtscheid wurden in einem Buch, das die Initialen L.R. trägt, aufbewahrt. Cranz hat diese Blätter um 1825 angefertigt. Er war zu jener Zeit in Aachen und zog mit Papier und Bleistift bestückt von einer Sehenswürdigkeit zur nächsten. Peter Ludwig Kühnen berichtete, dass einige Blätter bei Alois Senefelder, dem Erfinder der Lithografie in Paris lithografiert wurden. Von J. Fey erfährt man 1897, dass eine Veröffentlichung im La Ruelle Verlag für 1825 geplant war.
Die Blätter von Cranz waren 1982 eine Bereicherung der Aquensiensammlung in dem Museum Burg Frankenberg. Sie dokumentierten die Zeichenkunst der Romantik zu Beginn des 19. Jahrhunderts. Es handelte sich um eine Stiftung von Johanna Reuters aus Köln, die 1981 erworben wurde.

## Stil
Cranz erfasste das Charakteristische der Architektur. Seine Kunst der Lavierung setzte gezielte Akzente. Die anfangs aktiven Repoussoirfiguren nehmen bei seinen späteren Werken die Stelle des Betrachters ein.

## Rezeption
Im Jahr 1830 malte Jacob Gaiser die Ansicht der Stadt Coeln nach Thomas Cranz. Das Bild aus Color Aquatint hat das Format 36 × 58 cm.

## Werke (Auswahl)
- 1825 Stadtansichten Aachen, 19 Bilder auf Papier mit Feder, Tusche, teils mit Bleistift, laviert

- Aachen
- Burtscheid
- Kirberichshof
- Villa Tivoli Aachen
- Bever
- Jakobstor
- Ponttor von außen gesehen
- Burg Schimper
- Trapistenkloster
- Kornelimünster
- Landhaus
- Haupteingang Dom + Taufkapelle
- Ponttor von Innen
- St. Leonhard + Marschiertor
- Adalbertkirche und Adalbertstor
- Ketschenburg, Spielsaal vor der Stadt
- Kasino Burtscheid
- Ruine der Burg Schönforst
- Junkerstor

- 1838–1841 Stadtansichten von Köln

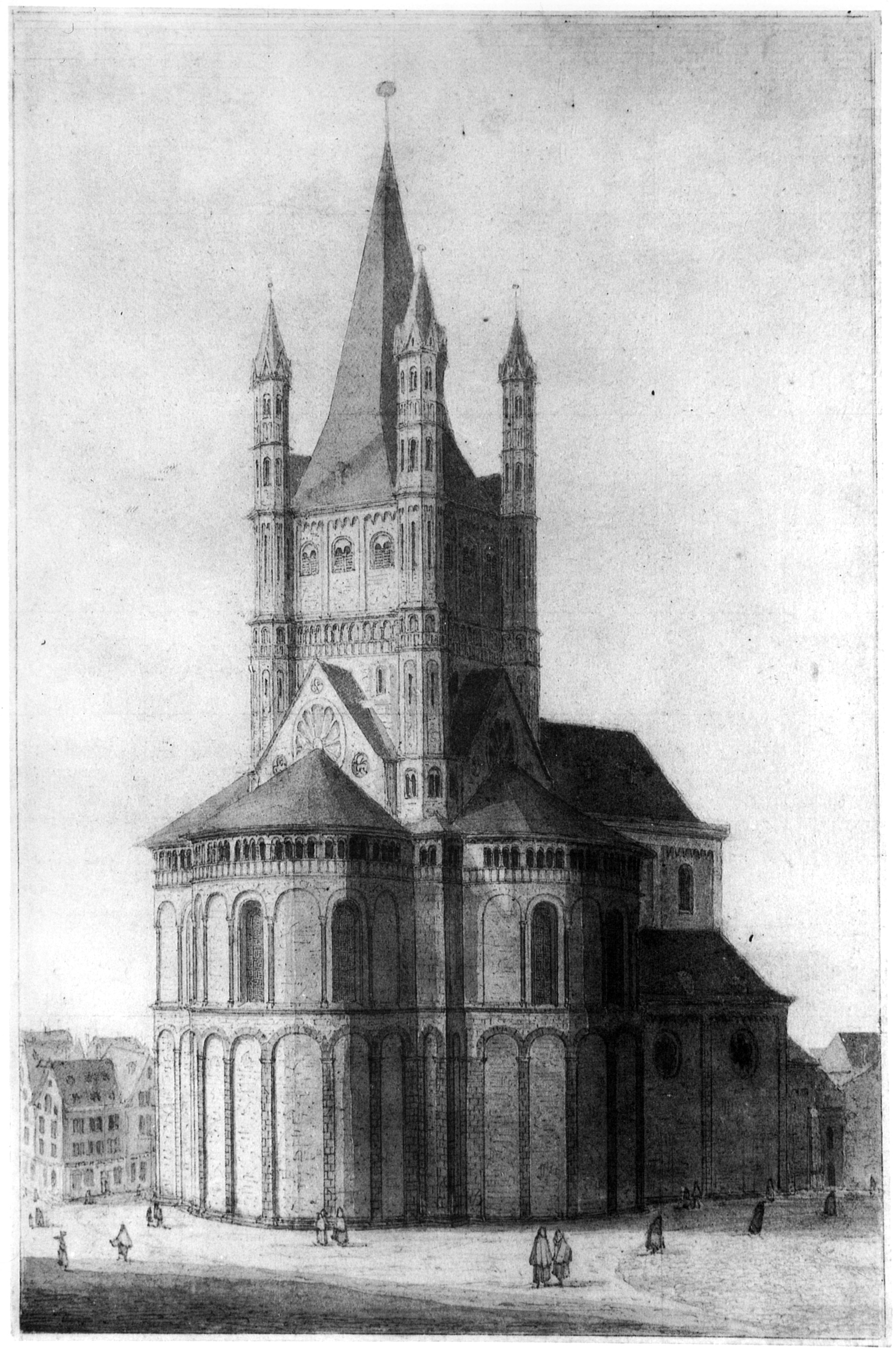
Groß St. Martin – Außenansicht Nordost, coloriert von Adolph Wegelin

- Inneres der Annoniterkirche, Zeichnung: Thomas Cranz, aquarelliert von Adolf Wegelin, 29,1 × 20,9 cm, Stadtmuseum Köln, Graphische Sammlung HM 1905/43 – XVII,3.
- 1840 Stadtansicht von Köln mit St. Aposteln und der Aachener Straße im Hintergrund. Lithographie nach einer Zeichnung von Johann Peter Weyer und Thomas Cranz, Stadtmuseum Köln, KSM AI 2/203.
- 1840 Kölner Dom Zeichnung: Thomas Cranz, aquarelliert v. Adolf Wegelin, Stadtmuseum in Köln
- Groß St. Martin, Köln,
- Ansicht der Stadt Köln.
- Regierungsgebäude, St. Gereon, Lithographie v. G. Böhm nach einer Zeichnung von Thomas Cranz und Johann Peter Weyer.
- Stadtansicht von Köln mit St. Severin, u. a., dsgl.
- Arrest- und Correctionshaus, dsgl.
- St. Cunibert, Ursulinerkirche, Maria Himmelfahrtskirche, St. Andreas, Schauspielhaus, Provinzial-Hebammen-Institut. dsgl.
- St. Aposteln-Kirche, Ehrentor, Artillerie-Magazin. dsgl.

### Arbeiten von Thomas Cranz beim Rheinischen Bildarchiv
- Cranz, Thomas. In: kulturelles-erbe-koeln.de. Rheinisches Bildarchiv, abgerufen am 20. Juli 2022.
  - Kulturelles Erbe Köln: Cranz, Thomas, Die Kirche der Antoniter, Innere Ansicht in dem Hauptschiff, aus: Weyer, Kölner Alterthümer, Band XVII, Tafel 3. Abgerufen am 20. Juli 2022.
  - Kulturelles Erbe Köln: Cranz, Thomas, Der Dom, Aeussere Ansicht von der Südostseite, aus: Kölner Alterthümer, Band XVI, Tafel 4. Abgerufen am 20. Juli 2022.
  - Kulturelles Erbe Köln: Cranz, Thomas, Ansicht der Stadt Köln vom Kunibertsturm. Abgerufen am 20. Juli 2022.
  - Kulturelles Erbe Köln: Cranz, Thomas, Die Stiftskirche St. Aposteln, Außenansicht Nordseite, aus: Weyer, Kölner Alterthümer, Band VIII, Tafel 2. Abgerufen am 20. Juli 2022.

### Weitere Arbeiten
- St. Aposteln, Lithographie nach einer Zeichnung von Johann Peter Weyer und Thomas Cranz, um 1840, Kölnisches Stadtmuseum KSM AI 2/203 in: museenkoeln.de, Bild der 20. Woche - 15. bis 22. Mai 2000
- „St.Severin, St.Georg, Evangelische Kirche, St.Peter Cäcilienkirche, St.Maria, St.Pantaleon, St.Mauritius Berlipsche Hof, Prov.-Steuer-Direction“ – Auktionshaus Bergmann. Abgerufen am 20. Juli 2022.
- „Arrest-und Correctionshaus, St.Ursula, Erzbischöflicher Palast“ – Auktionshaus Bergmann. Abgerufen am 20. Juli 2022.
- „St.Cunibert, Ursulinerkirche, Maria Himmelfahrtskirche St.Andreas, Schauspielhaus, Provinzial-Hebammen-Institut“ Auktionshaus Bergmann. Abgerufen am 20. Juli 2022.
- „St.Aposteln-Kirche, Ehrenthor, Artillerie-Magazin“ – Auktionshaus Bergmann. Abgerufen am 20. Juli 2022.
- Litographien bei: Stadtgeschichte Aachen (Wiki), 1800-1913 stadtgeschichte.isl.rwth-aachen.de, (Memento vom 13. Januar 2013 im Internet Archive)